# Bill Gosper
Ralph William Gosper, Jr., (nascut en 1943) conegut com a Bill Gosper, és un matemàtic i programador dels Estats Units (Pennsauken). Junt amb Richard Greenblatt, és considerat el fundador de la comunitat furonera, i té un lloc de privilegi en la comunitat Lisp. És notori també pel seu treball sobre representacions de fraccions contínues de nombres reals, i per suggerir l'algorisme per trobar formes tancades d'identitats hipergeomètriques que porta el seu nom.
Gosper es va inscriure en el MIT en 1961 i va rebre el seu títol de grau en matemàtiques en 1965. Després de fer un curs de programació en el segon any amb John McCarthy, Gosper es va afiliar amb el Laboratori d'Intel·ligència Artificial del MIT. Les seves contribucions a la matemàtica computacional inclouen HAKMEM 1 Arxivat 2008-01-07 a Wayback Machine. i el sistema Maclisp del MIT. També va fer contribucions al sistema algebraic computacional Macsyma en el MIT, treballant més tard amb Symbolics i Macsyma, Inc. en les versions comercials notablement millorades.
Es va interessar intensament en el joc de la vida de Conway poc temps després que John Conway fes la proposta. Conway va conjecturar l'existència de patrons que creixerien indefinidament, i va oferir una recompensa per un exemple. Gosper va ser el primer a trobar un patró que complia aquesta premissa (específicament, el disparador de gliders), i així va guanyar el premi. Gosper fou també el creador de l'algorisme hashlife, aquest pot accelerar el còmput de patrons del joc de la vida de Conway per molts ordres de magnitud.
En la dècada de 1970, Gosper es va mudar a Califòrnia per fer una pràctica de tres anys en la Universitat Stanford, on donava classe i ajudava a Donald Knuth a escriure el volum II de The Art of Computer Programming.
A partir de llavors, va treballar o va ser consultor de Xerox PARC, Symbolics, Wolfram Research, el Lawrence Livermore Laboratory, i Macsyma Inc.